# Марченки (Полтавський район)
Марченки́ — село в Україні, у Диканській селищній громаді Полтавського району Полтавської області. Населення становить 164 осіб. До 2020 орган місцевого самоврядування — Балясненська сільська рада.

## Географія
Село Марченки розташоване понад берегом річки Гараганка, вище за течією примикає село Єлизаветівка, нижче за течією на відстані 1 км розташоване село Попівка. Поруч проходить автомобільна дорога Т 1721.

## Історія
12 червня 2020 року, відповідно до розпорядження Кабінету Міністрів України № 721-р «Про визначення адміністративних центрів та затвердження територій територіальних громад Полтавської області», село увійшло до складу Диканської селищної громади.
19 липня 2020 року, в результаті адміністративно - територіальної реформи та ліквідації Диканського району, село увійшло до складу новоутвореного Полтавського району.